# Южный (Вологодская область)
Южный — посёлок в Кирилловском районе Вологодской области.
Входит в состав Чарозерского сельского поселения, с точки зрения административно-территориального деления — в Чарозерский сельсовет.
Расстояние по автодороге до районного центра Кириллова — 85 км, до центра муниципального образования Чарозера — 25 км. Ближайшие населённые пункты — Подосеново, Ратово, Клетная.
По данным переписи в 2002 году постоянного населения не было.